# Violet Trefusis
Pour les personnes ayant le même prénom, voir Violet (homonymie).
Violet Keppel, dite Trefusis (Londres, 6 juin 1894 - Florence, 1er mars 1972), est une écrivaine britannique, membre de la haute société anglaise. On la connaît surtout pour sa liaison saphique avec Vita Sackville-West, qui a été transposée dans Orlando : Une biographie, roman de Virginia Woolf.

## Jeunesse
Violet Keppel est la fille d’une aristocrate très distinguée aux mœurs libres Alice Keppel, maîtresse du roi Édouard VII. Violet est peut-être la fille de William Beckett, banquier et député de Whitby, mais sa mère avait plusieurs amants à cette époque, et il y a plus d’une possibilité. Pendant toute son enfance Violet fut témoin de la liberté que sa mère prenait en ayant des amants, tous des personnalités connues.
Elle passa sa première jeunesse à Londres, où sa famille avait une maison à Portman Square. Elle avait quatre ans quand sa mère devint l'une des maîtresses préférées d'Albert (Bertie), le prince de Galles, qui devint Édouard VII le 22 janvier 1901. Jusqu'à la fin de sa vie, en 1910, il se rendait régulièrement chez les Keppel l'après-midi à l'heure du thé, tandis que le mari, au courant de la situation, avait le bon goût de s'absenter. La discrétion était une caractéristique de Mrs Keppel.
En 1900, naquit Sonia, la sœur de Violet, qui était peut-être la fille du prince de Galles.

## Sa liaison avec Vita Sackville-West
Aujourd'hui on se rappelle surtout Violet Trefusis pour sa liaison amoureuse avec la riche Vita Sackville-West, que l'on retrouve dans le roman de Virginia Woolf, Orlando. Dans cette biographie romancée de Vita, Violet apparaît dans le personnage de la princesse slave Sacha.
Ce n'était pas la seule transposition romanesque de cette histoire d'amour, qui semble en réalité avoir été beaucoup plus compliquée que dans le récit enchanteur de Virginia Woolf : aussi bien dans des œuvres de fiction (Challenge de Sackville-West et Trefusis ; Broderie anglaise, un roman à clef écrit directement en français par Violet Trefusis) que dans des œuvres de non-fiction (Portrait d'un mariage, ouvrage de Nigel Nicolson, fils cadet de Vita Sackville-West, qui donne d'amples « éclaircissements » supplémentaires) ont été publiés de nouveaux détails de l'histoire.
Il subsiste aussi des lettres et des journaux intimes rédigés par les protagonistes de l'affaire et, indépendamment des deux principaux personnages, nous avons les souvenirs d'Alice Keppel, de Victoria Sackville-West, de Harold Nicolson, de Denys Trefusis et de Pat Dansey.
Dans Mrs Keppel and her Daughter de Diana Souhami, on pourra trouver une vue d'ensemble de l'histoire.  En voici les grandes lignes :
- C'est l'année de ses dix ans, que pour la première fois Violet rencontra Vita (qui avait deux ans de plus qu'elle). Par la suite elles fréquentèrent la même école pendant plusieurs années, et se rendirent compte du lien fort qui les unissait. Quand Violet eut 14 ans, elle avoua son amour à Vita et lui remit un anneau.

- En 1910, après la mort d'Édouard VII, Mrs Keppel invita sa famille à observer un congé de « discrétion » de deux ans environ, avant de réapparaître dans la société britannique, et à ce moment-là les Keppel changèrent d'adresse pour s'installer dans Grosvenor Street.

- Au moment où Violet revint à Londres, Vita était sur le point de se fiancer avec Harold Nicolson, et elle entretenait également une liaison avec Rosalind Grosvenor. Violet fit comprendre qu'elle aimait toujours Vita, et se fiança elle aussi avec Denys Trefusis pour la rendre jalouse. Mais ce dont Violet voulait se débarrasser, c'était de l'hypocrisie, particulièrement l'hypocrisie du mariage (et de ce qu'il représentait alors). Cela n'empêcha pas Vita d'épouser Harold (octobre 1913), à qui, de son côté, le mariage ne fit pas perdre le goût des aventures homosexuelles.

- En avril 1918, Violet et Vita reprirent de plus belle leur liaison. Vita avait deux fils, Benedict et Nigel Nicolson, mais elle abandonnait à d'autres le soin de s'occuper d'eux quand elle partait avec Violet en vacances en Cornouailles. Et pendant ce temps-là Mrs Keppel s'affairait à arranger le mariage entre Violet et Denys Trefusis. Quelques jours après l'armistice, les deux jeunes femmes partirent pour la France, et séjournèrent à Monte-Carlo pendant plusieurs mois. Comme son amie réclamait l'exclusivité, et qu'elle-même ne se sentait aucun goût pour le mariage, Violet fit promettre à Denys qu'il s'agirait d'un mariage blanc. Ils se marièrent donc en juin 1919. À la fin de la même année, Vita et son amie firent en France un nouveau voyage de deux mois : sur l'ordre de sa belle-mère, Denys Trefusis ramena sa femme du midi de la France quand de nouveaux commérages concernant le comportement trop relâché des deux amies commencèrent à gagner Londres.

- Leur fugue suivante, en février 1920, devait être l'enlèvement final. Il est possible que Vita ait eu quelques doutes, espérant probablement que Harold, son époux, s'en mêlerait. Harold arriva en effet avec Denys dans un avion biplace, et tout cela aboutit à des scènes de ménage et de faux ménage à Amiens. Le sommet fut atteint quand Harold dit à Vita que Violet l'avait trompée (avec Denys !). Violet tenta de s'expliquer, jurant qu'elle était innocente (ce qui sans doute était vrai). Mais Vita était trop hors d'elle pour écouter et elle s'enfuit, disant qu'elle ne pourrait pas supporter de la voir pendant au moins deux mois, mais ce fut après six semaines qu'elle revint finalement en France pour rencontrer Violet.
- Mme Keppel tâchait désespérément d'empêcher le scandale de se répandre à Londres où Sonia, la sœur de Violet, était sur le point de se marier (préparant ainsi le chemin pour que Roland Cubitt et elle devinssent les grands-parents de Camilla Parker Bowles). Violet passa donc beaucoup de temps à l'étranger en 1920, s'accrochant désespérément à Vita par des lettres qu'elle ne cessait de lui écrire.

- En janvier 1921, Vita et Violet firent un dernier voyage en France, où elles passèrent ensemble six semaines. À ce moment, Harold Nicolson menaça de rompre son mariage si Vita continuait ses escapades. Quand l'épouse morigénée revint en Angleterre, en mars, c'était pratiquement la fin de la liaison. Violet fut envoyée en Italie, d'où elle écrivit ses dernières lettres désespérées à Pat Dansey, leur ami commun ; elle n'avait pas le droit d'écrire directement à Vita. À la fin de l'année, Violet dut regarder la réalité en face, et commença à reconstruire sa vie.

Quelques années et quelques épilogues plus tard, il apparut de plus en plus clairement que le rêve de Violet d'un amour romantique pleinement vécu dans un contexte social d'acceptation ne devait pas se réaliser. Le système plus traditionnel du mariage de façade complété par des aventures extraconjugales dissimulées — ce que Mrs Keppel avait vécu, et que devaient continuer à vivre Vita et Harold Nicolson — devait se montrer plus puissant.
Les deux anciennes amoureuses se retrouvèrent en 1940 après que la guerre eut contraint Violet à revenir en Angleterre. Elles restèrent en contact et continuèrent à s'envoyer l'une à l'autre des lettres tendres.

## Une vie plus sage
À partir de 1923, Violet devint l'une des nombreuses liaisons amoureuses de la princesse de Polignac, héritière de la firme de machines à coudre Singer, fille d'Isaac Merritt Singer et veuve du prince Edmond de Polignac. 
Celle-ci la présenta au Tout-Paris du monde des arts et lui fit rencontrer notamment Francis Poulenc et Henri Sauguet. Violet ne cessa de faire des concessions au « socialement acceptable » représenté par sa mère, mais sans rien changer de sa vie privée. 
Dans leur relation c'était la princesse qui dominait comme Vita auparavant, apparemment pour leur satisfaction mutuelle. Toutes deux restèrent ensemble pendant de longues années, et leur relation semble avoir été saine et heureuse. Alice Keppel, la mère de Violet, ne s'y opposait pas, sans doute en raison de la richesse et du niveau social de la princesse de Polignac, et du fait que cette dernière menait les choses de façon beaucoup moins tapageuse. 
Violet préférait, semble-t-il, le rôle de « dominée », ce qui convenait parfaitement à la princesse qui dans ses liaisons avait l'habitude de se monter dominatrice. Ni l'une ni l'autre ne furent entièrement fidèles au cours de leur longue relation, mais au contraire de ce qui s'était passé avec Vita, il semble que cela n'avait aucun effet négatif sur leur liaison. 
En 1924, Mme Keppel acheta « L'Ombrellino », une grande villa en Toscane avec vue sur Florence et où jadis aurait vécu Galilée. Après la mort de ses parents en 1947, Violet devait devenir jusqu'à la fin de sa vie la châtelaine de L'Ombrellino. 
En 1929, Denys Trefusis mourut, devenu étranger à sa femme qui manifestement n'en fut pas touchée. Après cette date, Violet Trefusis publia plusieurs romans, soit en anglais, soit en français, qu'elle avait écrits dans sa « Tour Renaissance » (édifice qui a été entièrement reconstruit au XVIe siècle) à Saint-Loup-de-Naud, en Seine-et-Marne, un manoir médiéval entouré de jardins d'esprit italien que la princesse de Polignac lui avait offert en « cadeau de rupture », qui à sa mort fut vidé de son mobilier et vendu par son héritier américain. 
Plus tard, François Mitterrand, qui avait connu Violet Trefusis à Paris après la Seconde Guerre mondiale et en fut l'ami jusqu'à sa mort (1972), et qui aimait cet endroit romantique, fit rapporter sur place ses cendres, car le nouveau propriétaire, l'architecte Jacques Couelle, avait retiré l'urne les contenant (le duc d'Harcourt les dispersa alors dans les jardins).
Violet Trefusis collabora à la revue Horizon, dirigée par Cyril Connolly.
À Londres pendant la Seconde Guerre mondiale, Violet Trefusis participa aux émissions de radio de la France libre, ce qui lui valut la Légion d'honneur après la guerre. 
À L'Ombrellino comme à Saint-Loup-de-Naud, Violet Trefusis recevait des personnalités du monde politique, littéraire ou artistique, comme la reine Marie de Roumanie, la princesse Marthe Bibesco, les Sitwell, Winston Churchill, Rebecca West, Jean de Gaigneron ou encore François Mitterrand. 
Cependant, autant elle a véritablement rencontré un certain nombre de célébrités, autant son autobiographie comporte des invraisemblances et mentionne des événements qui ne peuvent avoir eu lieu. 
Nancy Mitford disait que cette autobiographie aurait dû s'appeler Les Mensonges de Violet Trefusis, et elle a en partie fondé sur elle le caractère de Lady Montdore dans L'Amour dans un climat froid.
Elle meurt à Florence le 1er mars 1972 ; une partie de ses cendres se trouve au cimetière des Allori.

## Œuvres
- Sortie de secours, Paris, Éditions Argo, 1929, 187 p. (BNF 31491707)[N 3]
- Broderie anglaise, Paris, Éditions Plon, 1935, 231 p. (BNF 31491701)
- Les Causes perdues, Paris, Éditions Gallimard, 1941, 222 p. (BNF 41686141)
- Écho, Paris, Éditions Plon, 1931, 251 p. (BNF 31491703), rééd. C. Bourgois, 1989, 158 p.  (ISBN 2-264-01306-0)
- Il court, il court [« Hunt the slipper »], trad. de Jean Talva, Paris, Éditions Stock, coll. « Nouveau Cabinet Cosmopolite », 1992, 188 p.  (ISBN 2-234-02466-8)
- Instants de mémoire, Paris, Éditions Christian de Bartillat, coll. « Gestes », 1992, 257 p.  (ISBN 2-905563-58-3)
- Lettres à Vita : les lettres de Violet Trefusis à Vita Sackville-West, 1910-1921 [« Violet to Vita : the letters of Violet Trafusis to Vita Sackville-West »], trad. de Raymond Las Vergnas, Paris, Éditions Stock, coll. « Nouveau Cabinet Cosmopolite », 1991, 508 p.  (ISBN 2-234-02331-9)
- Flibustiers [« Pirates at play »], trad. de Cécile Wajsbrot, Paris, Éditions Salvy, 1998, 281 p.  (ISBN 2-905899-86-7)
- Irène et Pénélope [« Tandem »], trad. de Cécile Wajsbrot, Paris, Éditions Autrement coll. « Littératures », 2005, 248 p.  (ISBN 2-7467-0752-7)

### Source
- (en) Cet article est partiellement ou en totalité issu de l’article de Wikipédia en anglais intitulé « Violet Trefusis » (voir la liste des auteurs).